# 宋楼镇 (夏津县)
宋楼镇，是中华人民共和国山東省德州市夏津县下辖的一个乡镇级行政单位。

## 行政区划
宋楼镇下辖以下地区：
张堤社区、张官屯社区、朱官屯社区、时庄社区、刘芦社区、宋楼村、许堤村、赵官屯村、靳庄村、侯王庄村、时庙村、魏店村、任堤村、红寺高庄村、潘马庄村、窦姚庄村、赵沟村、王沟村和刘李栗村。